# André Trillard
Pour les articles homonymes, voir Trillard.
André Trillard est un homme politique français, né le 24 octobre 1947 à Héric. Il est membre de l'UMP puis des Républicains.

## Biographie
Vétérinaire de profession, André Trillard fait son entrée en politique en devenant adjoint au maire de Saint-Gildas-des-Bois en 1977. Réélu pour un deuxième mandat en 1983, il devient maire de la commune ; il restera à ce poste pendant 18 ans. En effet, lors des municipales de 2001, il cède la place à Patricia Bertin mais reste néanmoins adjoint.
À l'occasion des cantonales de 1994, il est élu conseiller général dans le canton de Saint-Gildas-des-Bois. Réélu en 2001, il devient président du conseil général de la Loire-Atlantique, en remplacement de Luc Dejoie qui ne se représentait pas. Son mandat ne durera que trois ans. En effet, à la suite du changement de majorité départementale en 2004, il est remplacé à la tête de l'assemblée départementale par le socialiste Patrick Mareschal.
Lors des élections sénatoriales de 2001, il mène la liste de la majorité départementale d'alors « Vie et Avenir de la Loire-Atlantique » qui obtient 787 voix (soit 33,88 % des suffrages) le 23 septembre 2001 ; il est ainsi élu sénateur de la Loire-Atlantique.
En juin 2014, touché par la loi sur le cumul des mandats, il démissionne de son mandat de conseiller général.
Il soutient Nicolas Sarkozy pour la primaire présidentielle des Républicains de 2016.
Il perd le soutien de LR pour les élections sénatoriales de 2017 et n'est pas réélu.

## Mandats
Sénateur
- 01/10/2001 - 01/10/2017 : sénateur de la Loire-Atlantique

Conseiller général
- 27/03/1994 - 22/03/1998 : membre du conseil général de la Loire-Atlantique (élu dans le canton de Saint-Gildas-des-Bois)
- 23/03/1998 - 18/03/2001 : vice-président du conseil général de la Loire-Atlantique
- 19/03/2001 - 28/03/2004 : président du conseil général de la Loire-Atlantique (réélu dans le canton de Saint-Gildas-des-Bois)
- 28/03/2004 - 06/2014 : membre du conseil général de la Loire-Atlantique

Conseiller municipal / Maire
- 14/03/1977 - 13/03/1983 : adjoint au maire de Saint-Gildas-des-Bois (3 429 hab.[5]), Loire-Atlantique
- 14/03/1983 - 12/03/1989 : maire de Saint-Gildas-des-Bois
- 20/03/1989 - 18/06/1995 : maire de Saint-Gildas-des-Bois
- 19/06/1995 - 18/03/2001 : maire de Saint-Gildas-des-Bois
- Depuis le 19/03/2001 :  maire de Saint-Gildas-des-Bois

## Décoration
- Grand Insigne d'Honneur en Or (Autriche)[6]